# Szilvásszentmárton
Szilvásszentmárton ist eine ungarische Gemeinde im Kreis Kaposvár im Komitat Somogy.

## Geografische Lage
Szilvásszentmárton liegt gut 10 Kilometer südwestlich des Komitatssitzes und der Kreisstadt Kaposvár. Nachbargemeinden sind Zselickisfalud und Patca.

## Geschichte
Im Jahr 1913 gab es in der damaligen Kleingemeinde 85 Häuser und 365 Einwohner auf einer Fläche von 1226 Katastraljochen. Sie gehörte zu dieser Zeit zum Bezirk Kaposvár im Komitat Somogy.

## Söhne und Töchter der Gemeinde
- László L. Lőrincz (* 1939), Orientalist und Schriftsteller

## Sehenswürdigkeiten
- Holzskulptur Kockás liliom (Schachblume), erschaffen von János Horváth Béres
- Reformierte Kirche, erbaut 1844, umgebaut 1928

## Verkehr
Szilvásszentmárton ist nur über die Nebenstraße Nr. 66141 zu erreichen. Der nächstgelegene Bahnhof befindet sich in Kaposvár.

## Bilder

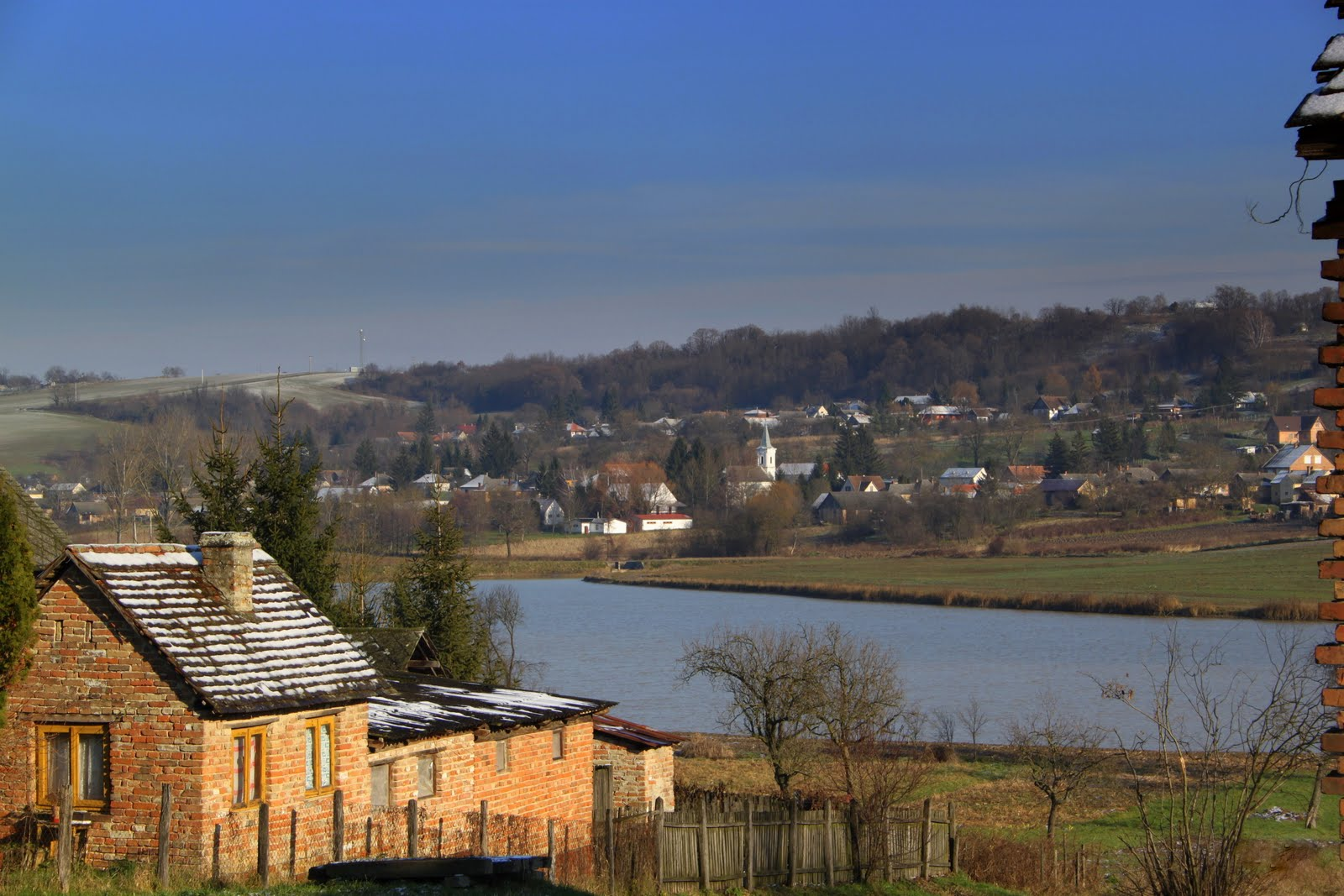
Blick auf Szilvásszentmárton
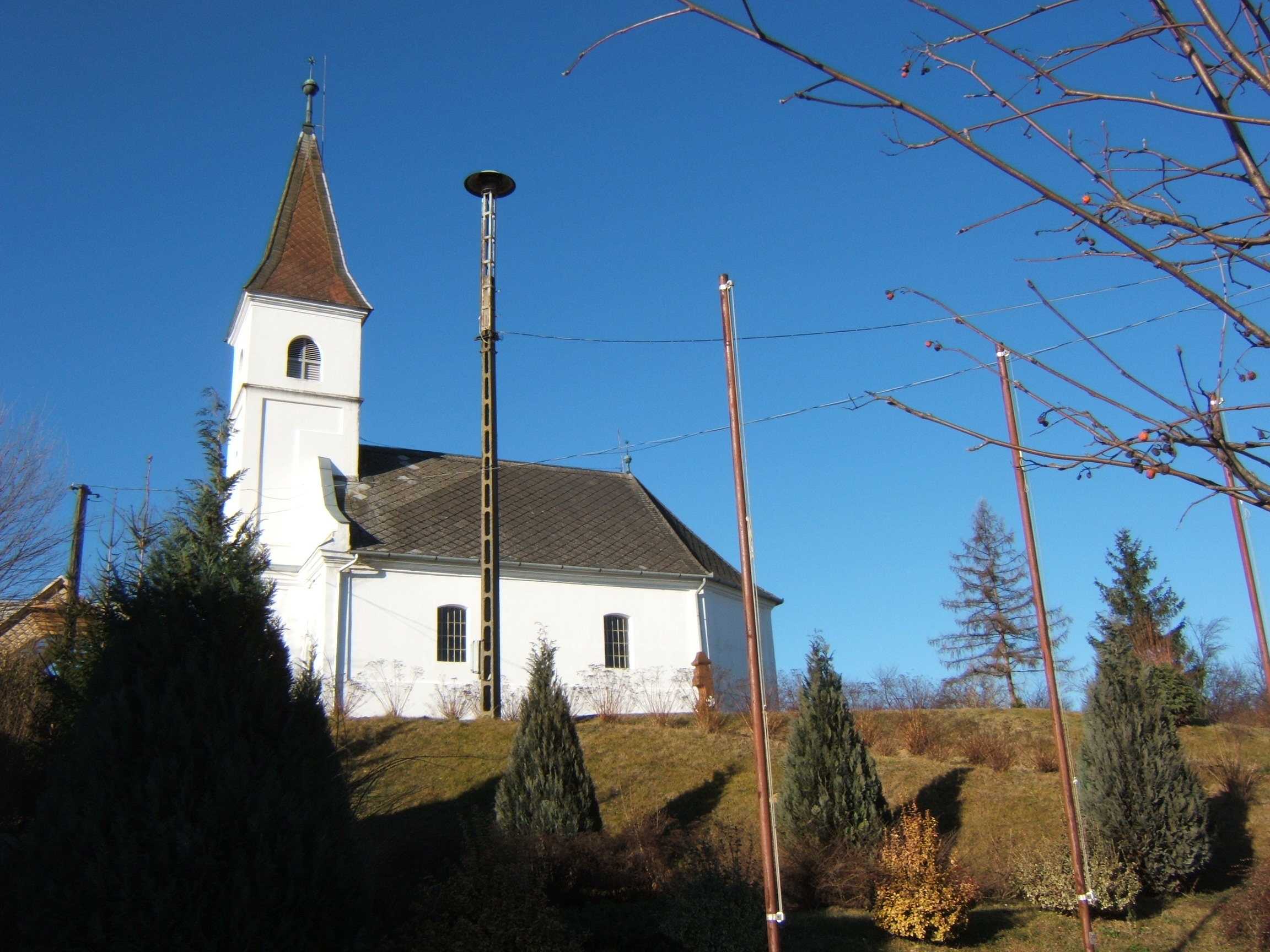
Reformierte Kirche